# Qiblih

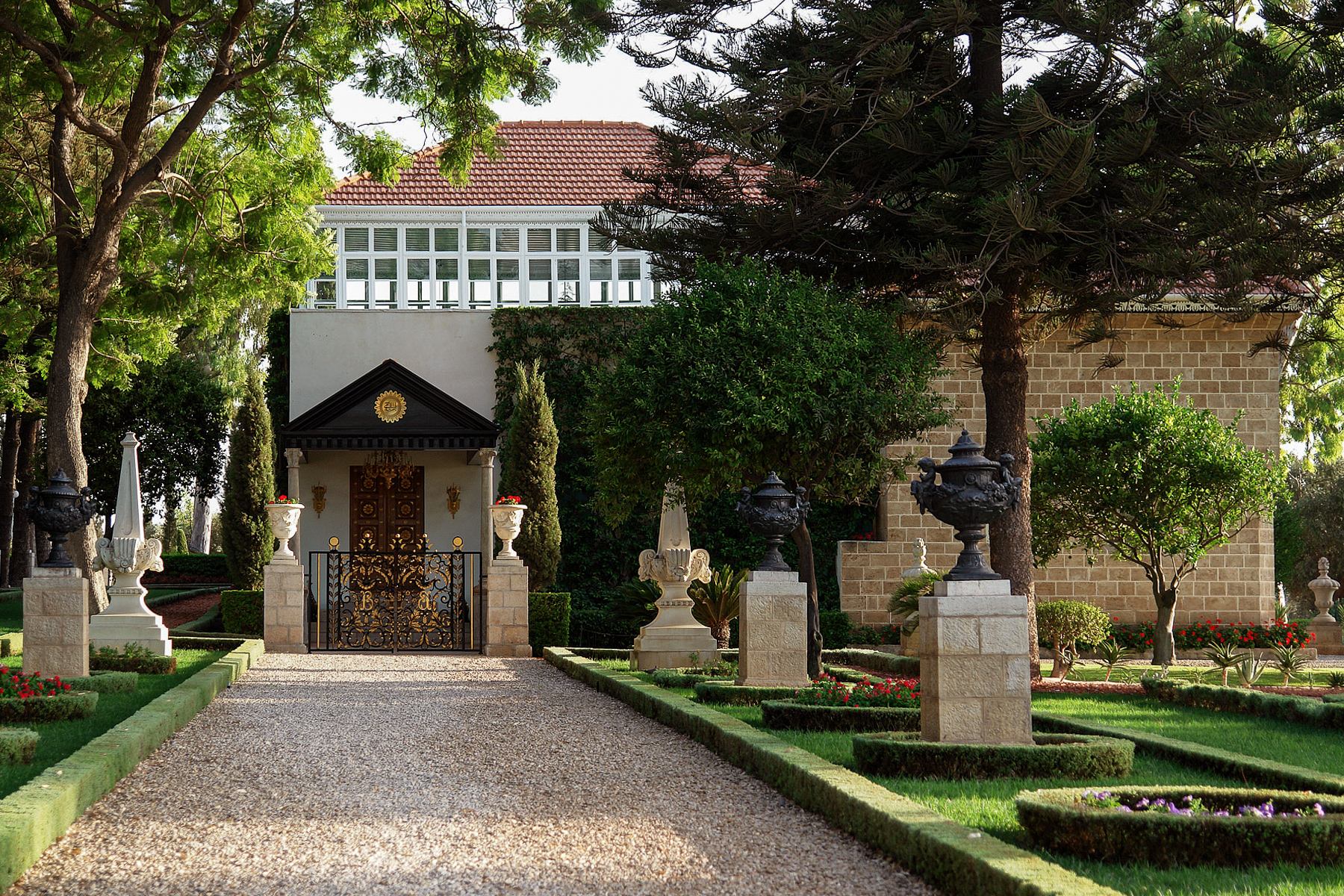
Der Schrein Baha’u’llahs

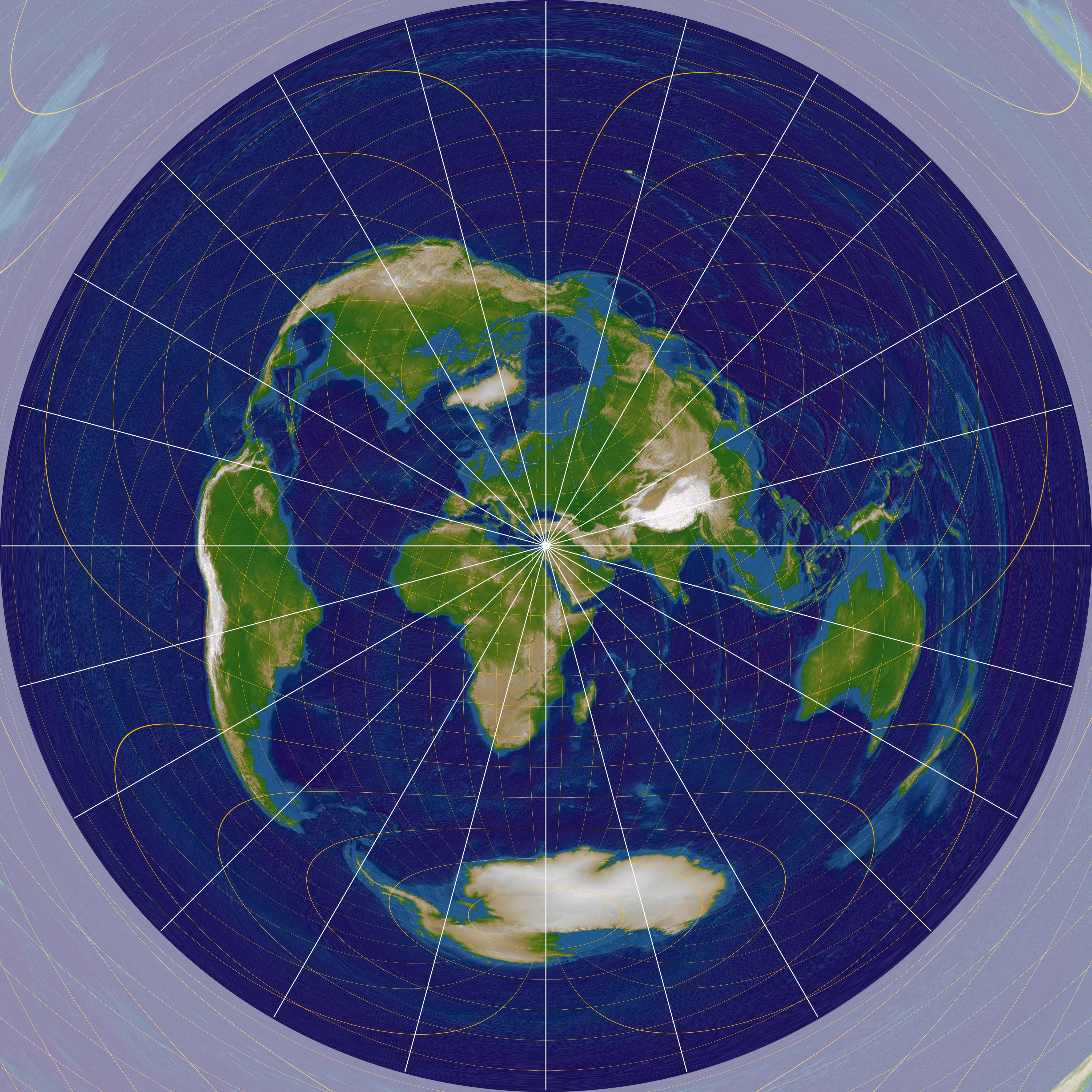
Weltkarte zur Veranschaulichung der Qiblih

Die Qiblih (von arabisch قبلة, DMG qibla ‚Gebetsrichtung‘) ist die vorgegebene Gebetsrichtung für Bahai beim Pflicht- und beim Totengebet, die zum Schrein Baha’u’llahs in Akkon, Israel, weist. Der Bab bezeichnete die Qiblih als „den, den Gott offenbaren wird“, einer messianischen Figur des Babismus. Baha’u’llah, der den Anspruch erhob, der vom Bab prophezeite zu sein, bestimmte im Kitab-i Aqdas seinen eigenen, letzten Ruheplatz zur Qiblah. Abdu’l Baha, der Sohn Baha’u’llahs, bezeichnete den Schrein Baha’u’llahs als den leuchtenden Ort, an dem der „strahlende Offenbarer“ ruht.
Bahai beten jedoch nicht den Schrein Baha’u’llahs an, sondern beten in Richtung von Baha’u’llahs Ruhestätte. Dabei blicken sie in die Himmelsrichtung, in welcher sich der Schrein befindet. Bei anderen Gebeten wird die Einhaltung dieses Gebotes nicht verlangt.
Ihren Ursprung hat die Qiblih in ihrer muslimischen Entsprechung, der Qibla, die von Mohammed im Koran für die fünf täglichen muslimischen Pflichtgebete vorgeschrieben ist, bei der die Muslime in Richtung Mekka beten.